# Стокгольмський трамвай
59°21′00″ пн. ш. 18°04′01″ сх. д. / 59.35° пн. ш. 18.067° сх. д.
Стокгольмський трамвай (швед. Spårvagnstrafik i Stockholm) — трамвайна мережа, що є частиною системи громадського транспорту Стокгольма, Швеція.
Починаючи з кінних трамваїв в 1877 році, трамвайна мережа Стокгольма досягла свого найбільшого розвитку в 1946 році. 
Багато колишніх приміських трамвайних ліній стали складовою Стокгольмського метро в 1950-1964 роках. 
У вересні 1967 року разом із шведським перемиканням з лівого на правосторонній рух були закриті останні частини колись великої трамвайної мережі у центрі міста. 
Те небагато, що залишилося від колишньої мережі після 1967 року, були ізольованими приміськими лініями.
Проте в 1991 році історична трамвайна лінія завдовжки 3 км відкрита до рекреаційної зони Юргорден; а в 2000 році відкрита нерадіальна лінія «Tvärbanan».

## Сьогоденні маршрути
Станом на 2018 рік у столичному районі Стокгольма діють такі лінії:
| Лінія | Назва           | Довжина | Кількість станцій | Маршрут                          | Тип                |
| ----- | --------------- | ------- | ----------------- | -------------------------------- | ------------------ |
| 7     | Spårväg City    | 3.5 км  | 11                | Т-Сентрален — Вальдемарсудде     | Трамвай            |
| 7N    | Djurgårdslinjen | 2,9 км  | 10                | Норрмальмсторг — Вальдемарсудде[ | Історичний трамвай |
| 12    | Nockebybanan    | 5,6 км  | 10                | Нокебю — Альвік                  | Трамвай            |
| 21    | Lidingöbanan    | 9,2 км  | 14                | Ропстен — Гошага-брюгга          | Трамвай            |
| 30/31 | Tvärbanan       | 18,2 км | 25                | Сольна – Сікла                   | Трамвай            |